# Białe wieloryby
Białe wieloryby (Skytturnar) – islandzki dramat filmowy z 1987 roku w reżyserii Friðrika Þóra Friðrikssona.

## Zarys fabuły
Film przedstawia epizod z życia dwóch wielorybników, którzy po zakończeniu sezonu polowań zamierzają osiąść w Reykjavíku. Podróżując po mieście taksówką i nie mogąc znaleźć pracy, włamują się do sklepu z bronią..

## Interpretacja utworu
Film Friðrikssona powstał rok po ustanowieniu zakazu komercyjnego polowania na wieloryby przez Międzynarodową Komisję Wielorybniczą. Główni bohaterowie są przedstawieni w filmie jako niedostosowani do miejskiego stylu życia, ale także porównani do bezbronnych zwierząt, na które sami polowali. Jest to odniesienie do przedstawiania Islandczyków w kampaniach Greenpeace jako rzeźników dokonujących "holocaustu" waleni, co według lokalnych mediów było niesłusznym zarzutem. Według Björna Norðfjörda film ten w kinie islandzkim rozpoczyna polemikę z kinematografią hollywoodzką i jest jednocześnie zapowiedzią odejścia od lokalności. Wcześniejsze filmy są bardziej hermetyczne i niezrozumiałe dla osób niebędących mieszkańcami Islandii.

## Obsada
- Thorarinn Oskar Thorarinsson jako wielorybnik Grímur
- Eggert Gudmundsson jako wielorybnik Bubbi
- Harald G. Haraldsson jako Skrifstofumaður
- Karl Guðmundsson jako Bílstjóri á Volvo
- Auður Jónsdóttir jako Amma
- Eggert Þorleifsson jako Billjardspilari
- Helgi Björnsson jako Billjardspilari
- Guðbjörg Thoroddsen jako Ebba
- Björn Karlsson jako Kiddi
- Hrönn Steingrímsdóttir jako Þura
- Þorsteinn Hannesson jako Nágranni
- Baldvin Halldórsson jako Varðstjóri

Źródła:
Hilmar Örn Hilmarsson, Bubbi Morthens i członkowie zespołu The Sugarcubes, którzy tworzyli ścieżkę dźwiękową do Białych wielorybów, wcześniej występowali w filmie Friðrikssona Rock w Reykjaviku.